# Сасунски бунт
Сасунският бунт от 1894 г. е конфликт между силите на Османската империя и арменската милиция, принадлежаща към партията на Арменското национално движение Хунчак в региона Сасун.

## Предпоставки
Социалдемократическата хунчакска партия е арменско национално движение, което е особено активно в региона. През 1894 г. султан Абдул Хамид II започва да се насочва към арменския народ в предвестник на кланетата в Хамидий. Това преследване засилва националистическите настроения сред арменците.
В Сасун арменските националистически идеи са организирани от активисти на Хунчак, като Михран Дамадян, Хампарцум Бояджиян и Храйр Джогк.

## Конфликт
Първата забележителна битка по време на бунта се провежда. Арменците от Сасун се сблъскват с османската армия и кювдите в Сасун, като поддавайки на многочисленото превъзходство.
Чуждестранните новинарски агенции остро критикуват събитията в Сасун. Британският премиер Уилям Еварт Гладстон нарича османския султан Хамид „Големият престъпник“ и „Червения султан“. Останалите Велики сили също протестират и изискват от Хамид обещаните от него реформи. В региона е изпратена разследваща комисия, съставена от френски, британски и руски представители, за да проучи събитието.

## Последици
През май 1895 г. Великите сили подготвят набор от реформи, които обаче никога не биват извършени, тъй като не са активно наложени на Османската империя. Политиките на Руската империя спрямо арменския въпрос се променят. Всъщност руският външен министър Алексей Лобанов-Ростовски подкрепя османската цялост. Неговите антиарменски възгледи са толкова силни, че иска „Армения без арменци“. От друга страна, Великобритания е придобила значително влияние и власт в бившите османски Египет и Кипър, а за Гладстон добрите отношения с османците не са толкова важни, колкото преди. Междувременно Турция намира нов европейски съюзник в лицето на германеца Бисмарк. По този начин Османската империя се чувства свободна да извърши по-нататъшните Арменски кланета.